# Nekoda Smythe-Davis
Nekoda Anitia K. Smythe-Davis (ur. 22 kwietnia 1993) – brytyjska judoczka. Olimpijka z Rio de Janeiro 2016, gdzie zajęła dziewiąte miejsce w wadze lekkiej.
Wicemistrzyni świata w 2018 i trzecia w 2017; uczestniczka zawodów w  2013, 2015, 2019 i 2023. Startowała w Pucharze Świata w latach 2013–2015, 2022 i 2023. Triumfatorka igrzysk Wspólnoty Narodów w 2014, gdzie reprezentowała Anglię. Piąta na mistrzostwach Europy w 2016 roku. 

## Letnie Igrzyska Olimpijskie 2016
| Konkurencja | Eliminacje                | Eliminacje            | Klas. końcowa |
| Konkurencja | Przeciwnik I              | Przeciwnik II         | Miejsce       |
| ----------- | ------------------------- | --------------------- | ------------- |
| -57 kg      | Sabrina Filzmoser (AUT) Z | Automne Pavia (FRA) P | 9.            |